# Miraculous - Le storie di Ladybug e Chat Noir: Il film
Miraculous - Le storie di Ladybug e Chat Noir: Il film (Miraculous, le film) è un film d'animazione francese in 3D animato al computer del 2023 co-scritto, diretto e co-prodotto da Jeremy Zag, ed è un libero adattamento cinematografico dell'omonima serie d'animazione.

## Trama
Marinette Dupain-Cheng, una ragazza insicura e timida, cerca di andare a scuola evitando di essere notata dai suoi compagni. Nonostante abbia stretto amicizia con la nuova arrivata Alya Césaire, si ritrova a tentare disperatamente di sfuggire alle angherie di Chloé Bourgeois, una studentessa ricca, viziata e prepotente; durante il tentativo di fuga da quest'ultima, Marinette incontra nella biblioteca della scuola un ragazzo di nome Adrien Agreste e si prende subito una cotta per lui. Quest'ultimo tuttavia è molto chiuso, diventato emotivamente distante dagli altri a causa della prematura morte di sua madre Émilie quando era piccolo. Allo stesso modo distrutto dal suo decesso, il padre di Adrien, Gabriel Agreste, un famoso stilista internazionale di moda, usa il Miraculous della Farfalla, un gioiello magico, per trasformarsi in Papillon, con l'obiettivo di trovare i Miraculous della Coccinella e del Gatto Nero che hanno il potere della Creazione e della Distruzione, in modo da esprimere il desiderio di riportare in vita sua moglie.
L'aura negativa di Papillon viene percepita da Wang Fu, guardiano della Miracle Box cinese, il quale decide di liberare proprio i Miraculous che desidera, che però volano via. Nel tentativo di riprenderli, viene quasi investito da un autobus, ma viene salvato da Marinette, che è ancora in fuga da Chloé, e il Miraculous della Coccinella si infila da solo nel suo zaino e Wang Fu capisce che lei è la persona che stava cercando. Marinette si nasconde in un negozio all'angolo in un vicolo e viene trovata da Tikki, il Kwami della Creazione, mentre il suo opposto, Plagg, il Kwami della Distruzione, si dirige verso Adrien nella sua camera.
I due diventano Ladybug e Chat Noir, che si incontrano a Notre-Dame. Dopo essersi "presentati", con difficoltà sconfiggono insieme Gargoyle, un uomo reso un supercattivo da Papillon con le sue Akuma sfruttando le sue emozioni negative causate da una delusione amorosa. Dopo il combattimento, Wang Fu li raggiunge e sottolinea che per essere più forti devono restare assieme quando entrano in azione.
Marinette inizialmente rifiuta di continuare di combattere gli akumizzati come Ladybug, ma Papillon recluta altri due supercattivi che provocano il caos ad una fiera così, raccogliendo il coraggio necessario per combattere, Marinette si trasforma ancora una volta e li sconfigge insieme a Chat Noir.
Passano i mesi e i due eroi sconfiggono vari akumizzati, in più la ragazza acquisisce maggior sicurezza nel contrastare le prepotenze di Chloé, trovando anche il coraggio di confessare i suoi sentimenti ad Adrien invitandolo al ballo invernale, ma quest'ultimo ha intenzione di confessare a Ladybug il suo amore per lei; tuttavia, non essendo a conoscenza delle loro vere identità, nessuna delle due confessioni va bene e entrambi rimangono delusi e avviliti. Frustrato dai suoi continui fallimenti, Papillon si auto-akumizza per potenziare i suoi poteri e scatena un'apocalisse su Parigi, spingendo Ladybug e Chat Noir ad entrare in azione, ma i due sono ben presto sopraffatti, Papillon toglie a Ladybug gli orecchini e cattura Chat Noir, ma Marinette riesce comunque a salvare il ragazzo dall'ira di Papillon. Quando la maschera di Chat Noir viene danneggiata, Papillon scopre che in realtà il supereroe è suo figlio, e rendendosi conto di quello che ha fatto, rinuncia ai poteri dei Miraculous e crolla in lacrime, spiegando a suo figlio il motivo dei suoi gesti e chiedendogli perdono. 
Adrien accetta le scuse di suo padre e i due si abbracciano commossi, mentre gli orecchini ritornano da Marinette, che restituisce il Miraculous della Farfalla a Wang Fu e ripara i danni arrecati a Parigi con i suoi poteri. Gabriel viene arrestato, mentre Marinette torna dalla sua famiglia.
Alla sera del ballo invernale, Marinette arriva con uno splendido abito da sera e raggiunge i suoi amici Alya e Nino, facendosi valere finalmente davanti a Chloé. Infine trova Adrien vicino ad un obelisco, rivelando di conoscere la sua identità, avendo visto la riconciliazione con il padre durante il combattimento, per poi rivelargli la propria identità segreta, e i due si baciano.
Nella scena dopo i titoli di coda, Nathalie Sancœur, l'assistente di Gabriel, entra nella cripta nei sotterranei di Villa Agreste, dove si trova il corpo di Émilie in un cespuglio di fiori, con al collo il Miraculous del Pavone.

## Personaggi

### Personaggi principali
- Marinette Dupain-Cheng / Ladybug: È una ragazza franco-italo-cinese, inizialmente impacciata e distratta, ma riesce ad imparare ad avere fiducia in sé stessa grazie alla sua identità segreta. Inizialmente riluttante a divenire una supereroina, si convincerà quando vedrà che la città ha bisogno di lei. E inizia a provare amore per Adrien Agreste, ma lei non sapeva che lui era anche Chat Noir e che quest'ultimo amava il suo alter ego e quindi lo rifiuta nelle loro identità di supereroi, spezzando il cuore ad Adrien che poi rifiuterà Marinette per la delusione amorosa che ha avuto. Dopo essersi riconciliati, i due fermano Papillon insieme e alla sera del ballo invernale, si danno il loro primo bacio, dopo essersi rivelati l'uno l'identità segreta dell'altra.
- Adrien Agreste / Chat Noir: È un ragazzo introverso che studia alla scuola Françoise Dupont, migliore amico di Nino e figlio del ricchissimo stilista internazionale di moda Gabriel Agreste, inizialmente non considera Marinette, vedendola solo come un'amica, essendo invece innamorato di Ladybug, la sua partner, anche se all'inizio la considerava la sua spalla, ma questa visione cambia dopo che lei lo ha salvato da un treno in corsa. Rifiutato dalla ragazza, si rifiuta di aiutarla in seguito, essendo troppo triste, ma si riprende dopo aver capito quanto è grave il pericolo in città. Alla fine dello scontro dopo aver capito che Papillon era suo padre va alla sera del ballo invernale con Marinette e si fidanza con lei, dandole il primo bacio dopo la rivelazione.
- Plagg: È il Kwami della Distruzione, del Miraculous del Gatto Nero. Pigro e sarcastico, ma farà la cosa giusta quando necessario e si affeziona ad Adrien.
- Tikki: È il Kwami della Creazione del Miraculous della Coccinella. Seria, giusta e gioiosa, impiegherà un po' di tempo a convincere Marinette a accettare il suo ruolo da Ladybug, ma le starà sempre a fianco.
- Gabriel Agreste / Papillon: È un famoso stilista internazionale di moda di Parigi, e padre di Adrien e capo di Nathalie. Distante e brusco, all'insaputa di tutti è Papillon, un terribile supercriminale che manda le Akuma, le malefiche farfalle che trasformano le persone in seguaci sotto il controllo dell'utente del Miraculous della Farfalla. Ossessionato dall'idea di resuscitare la moglie, deciderà di rubare i Miraculous della Coccinella e del Gatto Nero per ottenere il Potere Assoluto, ma non riuscendoci, si autoakumizza per potenziare i suoi poteri, diventando più forte e portando alla distruzione di Parigi; ciò nonostante, appena scoprirà che suo figlio è Chat Noir, si arrende per la disperazione e si scusa per tutto ciò che ha fatto, facendo pace col figlio e poi viene arrestato, facendo diventare Nathalie, la tutrice del ragazzo.
- Nooroo: È il Kwami della Trasmissione, del Miraculous della Farfalla. Timido e sommesso, cercherà di convincere il suo padrone a non usare negativamente i suoi poteri, ma non verrà ascoltato. Alla fine ritorna dal maestro Fu nel suo Miraculous.

### Personaggi secondari
- Alya Césaire: È la migliore amica di Marinette. È una ragazza euforica e intelligente, sogna di diventare una giornalista e salva Marinette dalle furiose angherie di Chloé filmandola. Dopo essersi dichiarata la fan numero uno di Ladybug e Chat Noir, si fidanzerà con Nino al ballo invernale della scuola.
- Nino Lahiffe: È il miglior amico di Adrien, è l'unico che riesce a tirarlo su di morale. Fa il D.J., ed è una persona allegra e rilassata. Ha una cotta per Alya, che poi si fidanzerà con lei al ballo invernale.
- Chloé Bourgeois: È la rivale di Marinette dalla scuola elementare, la prende costantemente in giro davanti a tutti. Ricca, egoista, viziata e vanitosa, non c'è niente che non farà per far sentire inferiori gli altri.
- Sabrina Raincomprix: È la "migliore amica" di Chloé, che la assiste a malincuore nelle sue malefatte. Nonostante ciò, ha un cuore gentile e aiuta i suoi avversari se deve.
- Nathalie Sancœur: È l'assistente personale di Gabriel Agreste, l'unica a sapere della sua identità come Papillon. Stoica e fredda, non lascia trasparire emozioni, se non quando è seriamente preoccupata per qualcosa o qualcuno, ed è molto affezionata ad Adrien. Nella scena finale, la si vede entrare in una cripta segreta sotto a Villa Agreste, rivelando il corpo di Émilie Agreste, madre di Adrien e moglie di Gabriel, guardando con decisione il Miraculous del Pavone, intorno al collo della donna.

### Altri personaggi
- Farfalle bianche / Akuma: Sono delle farfalle nere con riflessi viola create da Papillon per akumizzare le persone e renderle supercattivi. Inizialmente sono solo farfalle bianche, ma diventano consumate dall'oscurità quando esposte al Miraculous della Farfalla. Possono essere purificate dal possessore del Miraculous della Coccinella.
- Akumizzati: Sono delle persone akumizzate, tra essi ci sono il Mimo e Magician che Papillon lo fa evadere da una prigione sotterranea. Il Mimo, è un grosso individuo robusto vestito come un mimo, ha il potere di rendere fisici e invisibili gli oggetti che mima, poi Magician, una criminale che ha la capacità di evocare un fascio di luce che le fa spostare gli oggetti e la fa volare dalla bacchetta, oltre ad evocare creature che la servono, come cani barboncini di palloncini intrecciati o un gigantesco golem di palloncini, che verrà fatto scoppiare dagli eroi, provocando la sua sconfitta e quella del Mimo. Ci sono poi un mostro gigante di croissant, un uomo-lumaca con dei tubi spara melma con un guscio sulla schiena, e altri. Poi Raymond, uno sfortunato uomo rifiutato dalla donna che amava e si trasforma in un Gargoyle di pietra graze ad un'Akuma, venendo sconfitto da Ladybug e Chat Noir, facendolo investire da un treno.

## Produzione
Il film è stato annunciato da Jeremy Zag durante il panel Miraculous al ComiCon İstanbul il 29 settembre 2018. Terminare la quarta e la quinta stagione della serie prima del film era una priorità per lo studio. Il giorno seguente, durante un panel al Comic Con Experience 2018, Zag ha rivelato che il film sarà un musical e una colonna sonora composta da lui stesso.
Il 16 maggio 2019, durante il Festival di Cannes, è stato annunciato il titolo provvisorio del film, Ladybug & Chat Noir Awakening. È stato rivelato che la produzione del film era in corso e che il film è classificato come un'avventura fantasy romantica. È stato confermato che anche Michael Gracey, il regista di The Greatest Showman, stava lavorando al film. Il 5 ottobre 2019, un breve teaser animato con Ladybug è stato pubblicato sull'account Instagram di Zag. Zag ha rivelato alcuni aspetti del film l'8 gennaio 2020. Il 12 febbraio 2020 è stato annunciato che Fantawild è stato uno degli studi che ha contribuito a creare e animare il film. Nel marzo 2022 è stato completato il montaggio del film.

## Colonna sonora
Durante il Comic Con Experience del 2018, Jeremy Zag ha annunciato che il film sarebbe stato un musical e avrebbe presentato musiche scritte da lui stesso. Il regista australiano Michael Gracey (noto per aver diretto il film del 2017 The Greatest Showman) si è unito al progetto come produttore esecutivo per contribuire allo sviluppo dell'aspetto musicale.
La colonna sonora del film è stata pubblicata il 30 giugno 2023 da Muzeek One, sotto l'etichetta TF1 Musique. Il primo singolo dell'album, Plus forts ensemble interpretato da Lou ed Elliott, è stato distribuito il 9 giugno 2023, seguito dal video musicale pubblicato il 21 giugno 2023. Successivamente, il secondo singolo, Courage en moi interpretato da Lou, è stato pubblicato il 21 luglio, e il video musicale è stato reso disponibile il 23 luglio.
Una colonna sonora separata del film è stata pubblicata il 5 luglio 2023 da Muzeek One.

### Miraculous, le film - La bande originale
Testi di Jeremy Zag, Michael Gracey, Chris Read e Britt Burton, musiche di Jeremy Zag.
1. Lou – Si je croyais en moi – 3:13
2. Elliott – Pour un moment avec toi – 1:38
3. Lou e Cerise Calixte – Tu es Ladybug – 2:43
4. Elliott – Ma Lady – 2:11
5. Antoine Tomé – Papillon – 2:35
6. Lou – Courage en moi – 3:21
7. Lou e Elliott – Plus forts ensemble – 4:28
8. Lou – Être moi – 2:50
9. Lou e Drew Ryan Scott – Now I See You – 3:25
10. Amis ou ennemis ? – 1:52
11. Seuls au monde – 1:20
12. Tu as changé ma vie – 1:18
13. Cœur brisé – 1:10
14. Moment de vérité – 3:53
15. Courage en moi (Version alternative) – 3:06
16. Lou and Elliott – Générique de la série (Miraculous VF Remix) – 2:45

Durata totale: 41:48

### Miraculous, le film - Les musiques
Musiche di Jeremy Zag.
1. La Légende du Miraculous – 1:17
2. La vie à Paris ! – 1:49
3. Amis ou ennemis ? – 1:52
4. L'amour d'une vie – 0:52
5. Regrets et secrets – 2:05
6. Place aux Ténèbres – 1:53
7. Fuir – 2:00
8. La Bague et le Chat – 0:40
9. Qui sauve une vie, sauve le monde – 1:13
10. Tikki, une rencontre magique – 1:13
11. Le Destin de Ladybug – 1:37
12. Cœur de pierre – 3:20
13. Deux moitiés sont plus fortes dans l'ensemble – 2:18
14. Secrets entre amis – 1:12
15. Le Casse – 0:51
16. Le Jardin des Tuileries – 1:32
17. Montagnes Russes ! – 5:11
18. Seuls au monde – 1:20
19. Tu as changé ma vie – 1:18
20. Cœur brisé – 1:10
21. L'Attaque de l'Akuma – 2:32
22. Cœur brisé – 1:19
23. Derrière le masque – 1:55
24. Courage en moi (Version alternative) – 3:06
25. Moment de vérité – 3:53
26. Le Pouvoir de l'amour – 1:54
27. Le Bal de l'Opéra – 1:22
28. Laissez tomber les masques – 2:11

Durata totale: 52:55

## Distribuzione
Il film è stato presentato in anteprima mondiale in Francia l'11 giugno 2023 al cinema Grand Rex, poi nei normali cinema il 5 luglio 2023, mentre in Italia e in altri paesi è stato reso disponibile dal 28 luglio 2023 direttamente sulla piattaforma Netflix.

### Edizione italiana
Come nella serie principale, il doppiaggio italiano è stato diretto da Stefanella Marrama presso la Dubbing Brothers Int. Italia. Alcune reazioni e sussulti dei personaggi sono stati lasciati con l'audio inglese, da cui l'adattamento italiano riprende principalmente.

## Accoglienza

### Critica
Il film fu accolto in maniera mista dalla critica e positivamente dal pubblico. Su Rotten Tomatoes ha una valutazione professionale del 50% sulla base di 14 recensioni, mentre su IMDb ha ricevuto un totale di tre stelle su cinque e un punteggio medio di 6.1/10 su 4879 recensioni.

## Sequel
Il 9 marzo 2025 è stato rivelato che il sequel è in fase di sviluppo e che l'anno d'uscita sarà previsto nel 2028.
Il 3 luglio 2023 in un'intervista su TikTok fatta a Jeremy Zag ha annunciato che un terzo film è in fase di progettazione.